# Acer douglasense
Acer douglasense je izumrla vrsta javorja iz družine sapindovk (Sapindaceae). Vrsta je bila opisana na podlagi fosilnih listov. Znana je iz sedimentov zgodnjega eocena, najdenih v Nacionalnem parku in rezervatu Katmai na Aljaski. Je tipska vrsta za izumrlo sekcijo Douglasa.

## Tipična najdišča
Fosili vrste A. douglasense so bili odkriti v formaciji West Foreland, ki je del Skupine Kenai. Sedimenti te formacije so večinoma vulkansko-sedimentne kamnine, nastale zaradi vulkanskih izbruhov in kasnejšega usedanja. Čeprav sedimenti segajo od poznega paleocena do zgodnjega eocena, so fosili A. douglasense najdeni le v plasteh iz obdobja eocena.

## Zgodovina in klasifikacija
Acer douglasense je bil opisan na podlagi več primerkov, vključno s holotipom (USNM 396006) in paratipi. Primerki so shranjeni v paleobotaničnih zbirkah  Nacionalnega muzeja naravne zgodovine (Smithsonian Institution) v Washingtonu, DC.
Vzorce sta preučevala paleobotanika Jack A. Wolfe iz Geološkega zavoda Združenih držav, pisarna v Denverju, in Toshimasa Tanai z univerze Hokkaido. Opis vrste A. douglasense sta objavila leta 1987 v znanstveni reviji Journal of the Faculty of Science Univerze Hokkaido. Specifično ime douglasense je vrsta dobila po tipskem nahajališču na Rtu Douglas. A. douglasense je drugi najstarejši najdeni javor; A. alaskense iz zadnje paleocenske formacije Chickaloon pa je najstarejši. Wolfe in Tanai sta določila A. douglasense kot tipsko in edino vrsto za izumrlo sekcijo Acer Douglasa.

## Opis
Listi Acer douglasense so enostavni in ovalne oblike. Imajo globoko peterodelno strukturo in terciarne žile, ki so zelo podobne sodobni vrsti A. spicatum. Sekundarne žile so kombinacija izmeničnih  izmeničnih kraspedodromnih in razcepljenih žil. Podoben izmenični vzorec sekundarnih žil je značilen tudi za živa rodova sapindovk Cardiospermum in Serjania ter izumrli rod Bohlenia.